# Virtuosi Racing
La Virtuosi Racing (precedentemente conosciuta come UNI-Virtuosi) è un team automobilistico britannico.

## Storia
Nel 2012, Paul Devlin, Declan Lohan e Andy Roche fonda la Virtuosi Racing a Carleton Rode, con l'obiettivo di partecipare alla categoria Auto GP. Dal 2015 Virtuosi ha collaborato con il team di GP2 Russian Time per quanto riguarda la parte tecnica e sportiva.

### Auto GP
Dal 2012 al 2015 partecipa al campionato Auto GP con la denominazione Virtuosi UK, e termina al quarto posto tra le squadre nella stagione di debutto, al settimo nel 2013, e al secondo posto tra le squadre e tra i piloti nel 2014, migliore stagione nella categoria. Nella stagione 2015 (stagione cancellata dopo due appuntamenti), termina al terzo posto nella classifica dei team.

### Formula 2
Il 4 Dicembre 2018 viene annunciato che la UNI-Virtuosi sostituirà, a partire dalla stagione 2019, l'uscente Russian Time nel campionato di Formula 2. In seguito viene annunciata la coppia di piloti per la stagione 2019, si tratta di Luca Ghiotto e del debuttante Guanyu Zhou.
Nel 2020, all'uscente Ghiotto subentra l'inglese Callum Ilott, mentre viene confermato Zhou. Per la stagione 2021 i piloti sono Guanyu Zhou, al terzo anno con il team e il brasiliano Felipe Drugovich.
Uni-Virtuosi annuncia una coppia di piloti rivoluzionata per il 2022, con l'ingresso di Jack Doohan e Marino Sato.

### Formula 4
Nel settembre del 2021, il team annuncia che dal 2022 prenderà parte alla nuova stagione di Formula 4 britannica.

## Risultati

### Formula 2
| Stagione | Vettura              | Piloti           | Gare | Vittorie | Pole | GPV | Punti | C.P. | C.T. |
| -------- | -------------------- | ---------------- | ---- | -------- | ---- | --- | ----- | ---- | ---- |
| 2019     | Dallara - Mecachrome | Luca Ghiotto     | 22   | 4        | 2    | 2   | 207   | 3º   | 2º   |
| 2019     | Dallara - Mecachrome | Guanyu Zhou      | 22   | 0        | 1    | 2   | 140   | 7º   | 2º   |
| 2020     | Dallara - Mecachrome | Callum Ilott     | 24   | 3        | 5    | 1   | 201   | 2º   | 2º   |
| 2020     | Dallara - Mecachrome | Guanyu Zhou      | 24   | 1        | 1    | 3   | 151,5 | 6º   | 2º   |
| 2021     | Dallara - Mecachrome | Guanyu Zhou      | 23   | 4        | 1    | 1   | 183   | 3º   | 2º   |
| 2021     | Dallara - Mecachrome | Felipe Drugovich | 23   | 0        | 0    | 0   | 105   | 8º   | 2º   |
| 2022     | Dallara - Mecachrome | Jack Doohan      | 28   | 3        | 3    | 4   | 128   | 6º   | 7º   |
| 2022     | Dallara - Mecachrome | Marino Sato      | 28   | 0        | 0    | 0   | 6     | 22º  | 7º   |
| 2023     | Dallara - Mecachrome | Jack Doohan      | 25   | 3        | 2    | 3   | 165   | 3º   | 5º   |
| 2023     | Dallara - Mecachrome | Amaury Cordeel   | 25   | 0        | 0    | 0   | 8     | 20º  | 5º   |

*Stagione in corso